# Supercoppa di Slovenia 2010
La Supercoppa slovena 2010 è stata disputata il 9 luglio 2010 all'Ljudski vrt di Maribor. La sfida ha visto contrapposte il Koper, vincitore della Prva slovenska nogometna liga 2009-2010 e il Maribor vincitore della Pokal Nogometne zveze Slovenije 2009-2010.
Di solito la supercoppa si gioca nello stadio dei vincitori della lega ma è stata giocata allo stadio del Maribor perché lo stadio del Koper era in ristrutturazione. A conquistare il trofeo è stato il Koper con una vittoria ai calci di rigore.

## Tabellino
| Arbitro: | Darko Čeferin |

|                                                 |                      |                                             |
| Brulc Polovanec Handanagić Hadžić Hasić Bubanja | Tiri di rigore 5 – 4 | Volaš Bačinović Mertelj Tavares Mezga Viler |

### Formazioni
| Koper           |    |                     |             |
|                 |    |                     |             |
| P               | 1  | Ermin Hasić         |             |
| D               | 24 | Andraž Struna       |             |
| D               | 6  | Enes Handanagić     | Ammonizione |
| D               | 5  | Kristijan Polovanec |             |
| D               | 23 | Amir Karić          | 78’         |
| C               | 21 | Ivan Sesar          | Ammonizione |
| C               | 8  | Nebojša Kovačević   | 86’         |
| C               | 32 | Davor Bubanja       |             |
| C               | 11 | Miran Pavlin        | (c)         |
| A               | 22 | Danijel Marčeta     | 78’         |
| A               | 25 | Mitja Brulc         |             |
| A disposizione: |    |                     |             |
| D               | 27 | Damir Hadžić        | 78’         |
| C               | 7  | Ivica Guberac       | 86’         |
| A               | 28 | Enej Jelenič        | 78’         |
| Allenatore:     |    |                     |             |
| Ermin Hasić     |    |                     |             |

| Maribor         |    |                     |             |
|                 |    |                     |             |
| P               | 12 | Marko Pridigar      |             |
| D               | 7  | Aleš Mejač          |             |
| D               | 66 | Siniša Andjelković  |             |
| D               | 26 | Aleksander Rajčevič |             |
| D               | 28 | Mitja Viler         |             |
| C               | 10 | Tomislav Pavličić   | 55’         |
| C               | 21 | Armin Bačinović     | Ammonizione |
| C               | 70 | Aleš Mertelj        |             |
| A               | 11 | Dragan Jelić        | 55’         |
| A               | 39 | David Bunderla      | 76’         |
| A               | 9  | Marcos Tavares      |             |
| A disposizione: |    |                     |             |
| P               | 8  | Dejan Mezga         | 55’         |
| C               | 20 | Goran Cvijanović    | 55’         |
| D               | 17 | Dalibor Volaš       | 76’         |
| Allenatore:     |    |                     |             |
| Darko Milanič   |    |                     |             |

## Squadra vincitrice
| Vincitore della Supercoppa di Slovenia 2010 |
| ------------------------------------------- |
| Koper 1º titolo                             |